# Holonuncia hamiltonsmithi
Holonuncia hamiltonsmithi is een hooiwagen uit de familie Triaenonychidae.